# Истон (Канзас)
Истон (енгл. Easton) град је у америчкој савезној држави Канзас.

## Демографија
По попису из 2010. године број становника је 253, што је 109 (-30,1%) становника мање него 2000. године.
| Група             | 2000.       | 2010.       |
| Белци             | 340 (93,9%) | 247 (97,6%) |
| Афроамериканци    | 4 (1,1%)    | 1 (0,4%)    |
| Азијати           | 1 (0,3%)    | 0 (0,0%)    |
| Хиспаноамериканци | 7 (1,9%)    | 3 (1,2%)    |
| Укупно            | 362         | 253         |